# Lužnica (rivière)
Pour les articles homonymes, voir Lužnica.
La Lužnica est une rivière du sud-est de la Serbie. Elle a une longueur de 39 km. Elle est un affluent de la Vlasina. Elle effectue la totalité de sa course dans la municipalité de Babušnica.
La Lužnica appartient au bassin de drainage de la mer Noire. Son propre bassin couvre une superficie de 310,5 km2. Elle n'est pas navigable. Tout au long de son cours, la rivière traverse une région à laquelle elle donne son nom, la Lužnica.

## Course
La rivière prend sa source au nord de la municipalité de Babušnica, à proximité du village de Radoševac. À Ljuberađa, la Lužnica mêle ses eaux à celle d'un ruisseau qui porte le nom de Murgovica puis, au village de Svođe, elle se jette dans la Vlasina.

## Localités traversées par la Lužnica
- Radoševac, Donje Krnjino, Izvor, Babušnica, Gorčinci, Ljuberađa, Grnčar, Modra Stena, Mezgraja, Svođe

## Région
La micro-région de la Lužnica doit son nom à la rivière. Le relief y est relativement montagneux, avec quelques vallées peu étendues parcourues par des ruisseaux de moindre importance. Les parties les plus élevées connaissent le phénomène de l'érosion. Le bassin de la Lužnica se trouve à une altitude comprise entre 470 et 520 m. La région est entourée par les monts de la Suva planina à l'ouest, par le mont Ruj au sud et par la Vlaška planina au nord-est.
L'activité principale de la Lužnica est l'agriculture. Les centres économiques de la micro-région sont Babušnica et Ljuberađa. À cause de conditions de vie encore difficiles et en raison du faible développement économique, la région connaît un important exode de sa  population[réf. nécessaire].
Une des spécialités de la Lužnica est la vurda, qui se vend sous le nom de fromage à la crème et au paprika de la Lužnica.